# Helophorus discrepans
Helophorus discrepans är en skalbaggsart som beskrevs av Claudius Rey 1885. Helophorus discrepans ingår i släktet Helophorus, och familjen halsrandbaggar. Arten har ej påträffats i Sverige.